# 松斯山
67°2′S 51°30′E / 67.033°S 51.500°E
松斯山是南極洲的山峰，位於恩德比地的比弗冰川北岸，屬於圖拉山脈的一部分，處於里德山以西3.7公里，該山峰根據澳大利亞探險隊拍攝的空中照片被繪入地圖。